# Jens Stryger Larsen
Jens Stryger Larsen, né le 21 février 1991 à Sakskøbing au Danemark, est un footballeur international danois. Il évolue au poste d'arrière droit à Malmö FF.

## Biographie

### En club
Né à Sakskøbing au Danemark, Jens Stryger Larsen est formé par le Brøndby IF.
Ne s'entendant pas avec le Brøndby IF pour une prolongation alors qu'il arrivait en fin de contrat, Jens Stryger Larsen s'engage librement au FC Nordsjælland le 9 juillet 2013, pour une durée de trois saisons.
Le 18 juin 2014 est annoncé le transfert de Jens Stryger Larsen à l'Austria Vienne, avec qui il s'engage pour un contrat de quatre ans.
Le 24 août 2017, Jens Stryger Larsen signe en faveur de l'Udinese Calcio, pour un contrat de quatre ans.
En fin de contrat avec l'Udinese à l'été 2022, Jens Stryger Larsen quitte le club pour rejoindre librement Trabzonspor, en Turquie. Le transfert est annoncé le 16 juin 2022.
Le 22 janvier 2024, Jens Stryger Larsen rejoint la Suède afin de s'engager en faveur du Malmö FF. Il signe un contrat de trois ans, soit jusqu'en décembre 2026.

### En sélection
Jens Stryger Larsen honore sa première sélection avec l'équipe nationale du Danemark le 31 août 2016, face au Liechtenstein, en match amical. Il entre en jeu à la place de Riza Durmisi et se fait remarquer en inscrivant également son premier but en sélection. Le Danemark s'impose par cinq buts à zéro ce jour-là.
En mai 2021, il est convoqué par Kasper Hjulmand, le sélectionneur de l'équipe nationale du Danemark, dans la liste des 26 joueurs danois retenus pour participer à l'Euro 2020,.
Le 7 novembre 2022, il est sélectionné par Kasper Hjulmand pour participer à la Coupe du monde 2022.

## Carrière
| Saison                | Club                  | Championnat           | Championnat | Championnat | Coupe(s) nationale(s) | Coupe(s) nationale(s) | Compétition(s) continentale(s) | Compétition(s) continentale(s) | Compétition(s) continentale(s) | Danemark | Danemark | Total | Total |
| Saison                | Club                  | Division              | M.          | B.          | M.                    | B.                    | Comp.                          | M.                             | B.                             | M.       | B.       | M.    | B.    |
| 2009 - 2010           | Brøndby IF            | SAS Ligaen            | 15          | 0           | -                     | -                     | -                              | -                              | -                              | -        | -        | 15    | 0     |
| 2010 - 2011           | Brøndby IF            | SAS Ligaen            | 20          | 2           | 1                     | 0                     | C3                             | 6                              | 0                              | -        | -        | 27    | 2     |
| 2011 - 2012           | Brøndby IF            | SAS Ligaen            | 26          | 1           | 1                     | 0                     | C3                             | 1                              | 0                              | -        | -        | 28    | 1     |
| 2012 - 2013           | Brøndby IF            | SAS Ligaen            | 29          | 3           | 4                     | 1                     | -                              | -                              | -                              | -        | -        | 33    | 4     |
| 2013 - 2014           | FC Nordsjælland       | SAS Ligaen            | 30          | 2           | 4                     | 1                     | C1/C3                          | 4                              | 0                              | -        | -        | 38    | 3     |
| 2014 - 2015           | Austria Vienne        | Bundesliga            | 19          | 1           | 2                     | 0                     | -                              | -                              | -                              | -        | -        | 21    | 1     |
| 2015 - 2016           | Austria Vienne        | Bundesliga            | 11          | 1           | 2                     | 0                     | -                              | -                              | -                              | 1        | 1        | 14    | 2     |
| 2016 - 2017           | Austria Vienne        | Bundesliga            | 7           | 0           | 1                     | 0                     | C3                             | 8                              | 0                              | -        | -        | 16    | 0     |
| Total sur la carrière | Total sur la carrière | Total sur la carrière | 157         | 10          | 15                    | 2                     | -                              | 19                             | 0                              | 1        | 1        | 192   | 13    |

## Palmarès
Austria Vienne
- Championnat d'Autriche : Vice-champion 2017